# Tanque Novo
Tanque Novo är en kommun i Brasilien.   Den ligger i delstaten Bahia, i den östra delen av landet, 600 km öster om huvudstaden Brasília. Antalet invånare är 16 133.
Omgivningarna runt Tanque Novo är huvudsakligen savann. Runt Tanque Novo är det ganska glesbefolkat, med 21 invånare per kvadratkilometer.